# Carol Molnau
Carol Molnau (ur. 17 września 1949 w Wacoia) – polityk amerykańska, w latach 2003–2011 wicegubernator Minnesoty z ramienia Partii Republikańskiej. Pełniła równocześnie funkcję stanowego komisarza transportu. Sprawując to stanowisko, zasłynęła dzięki swojemu sprzeciwowi w sprawie stanowego finansowania transportu publicznego w aglomeracji Minneapolis-Saint Paul.
Od 1992 przez 5 dwuletnich kadencji była członkiem Izby Reprezentantów Minnesoty. Zrezygnowała z ubiegania się o kolejną kadencję po ujawnieniu afery związanej ze sprzedażą rodzinnej farmy w 2000 roku. Zbyła wówczas działkę o powierzchni 160 tys. m² za 3,3 mln dolarów firmie deweloperskiej, kilka dni po podpisaniu decyzji o budowie autostrady, której projekt forsowała w Izbie, zlokalizowanej w pobliżu posiadanej wraz ze swoim mężem parceli. Mimo to, 2 lata później została zastępcą nowo wybranego gubernatora Minnesoty Tima Pawlenty’ego. Funkcję tę pełniła do wygaśnięcia mandatu w 2011 roku.